# جون تاليس
جون تاليس (بالإنجليزية: John Tallis)‏، من مواليد 7 نوفمبر 1817، وتوفي بتاريخ 3 يونيو 1876، هو خطاط وناشر الخرائط بريطاني ورجل أعمال، اشتهر جون بنشر الخرائط والنظائر والأطالس في العاصمة البريطانية لندن من سنة 1838 إلى 1851.